# Richard Hill (cầu thủ bóng đá, sinh năm 1893)
Richard Henry Hill (26 tháng 11 năm 1893 – 1971) là một cầu thủ bóng đá người Anh từng thi đấu ở vị trí Hậu vệ trái.

## Sự nghiệp
Sinh ra ở Mapperley, former Grenadier Guard Hill từng thi đấu chuyên nghiệp cho Millwall và Torquay United, và có 1 lần khoác áo cho đội tuyển Anh vào ngày 24 tháng 5 năm 1926 trước Bỉ ở Antwerp.
Dick chủ yếu thi đấu ở vị trí hậu vệ trái, nhưng cũng thi đấu ở vị trí centre half và hậu vệ phải. Ông thi đấu tổng cộng 314 trận ở Football League, 24 trận ở Southern League và 28 trận ở Cúp FA cho Millwall. Tổng số 366 trận của ông xếp thứ 6 trong danh sách các cầu thủ có nhiều lần ra sân nhất cho Millwall.
Ông gia nhập Torquay United vào tháng 7 năm 1930, có 28 lần ra sân và ghi 1 bàn thắng duy nhất.